# Hermanus von Blankenwalde

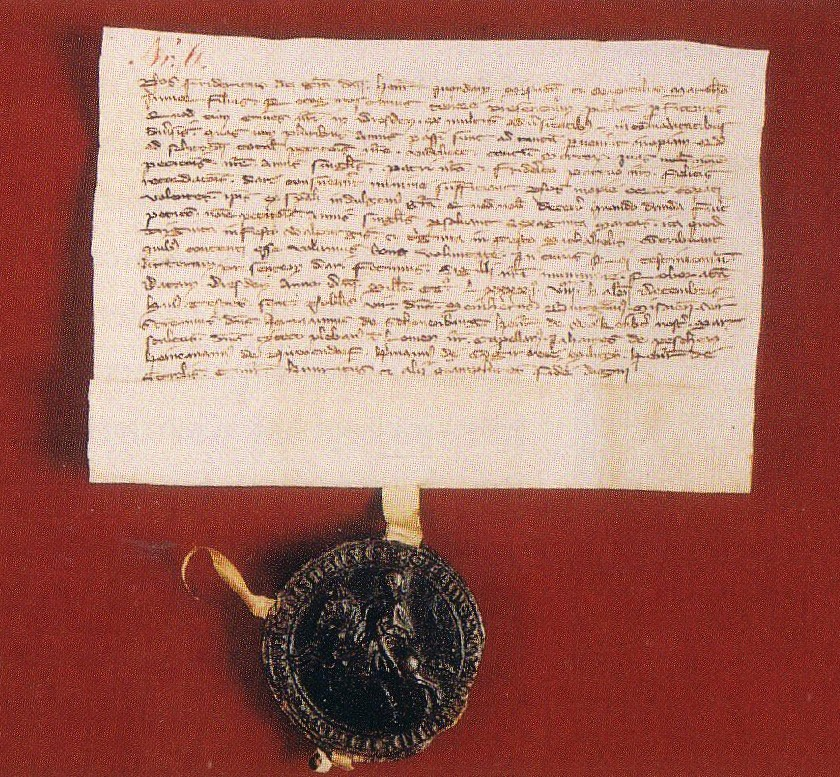
Urkunde vom 1. Oktober 1292 mit der ersten Erwähnung eines Dresdner Bürgermeisters

Hermanus von Blankenwalde (auch: Hermann, Hermann von Blankenwalde) war ein Dresdner Ratsherr und Bürgermeister.

## Leben
Über das Leben von Blankenwaldes ist wenig bekannt. In einer Urkunde des Markgrafen Friedrich vom 1. Oktober 1292 wird er als Bruder des markgräflichen Notars genannt und war erster namentlich nachweisbarer Bürgermeister (magister civium) von Dresden. Diese familiäre Beziehung deutet darauf hin, dass der Markgraf von Sachsen die Besetzung des Bürgermeisteramtes zumindest beeinflusst hat.
In den Folgejahren wird Hermanus von Blanckenwalde nicht mehr erwähnt und tauchte erst 1308 wieder als Ratsherr in den Urkunden auf. 1311 ist er als Brückenmeister der steinernen Dresdner Elbbrücke genannt. Eine Identität dieser beiden Personen wird vermutet (unter anderem von Otto Richter), ist jedoch nicht eindeutig nachweisbar.